# Grande unité
Ne doit pas être confondu avec Grandes Unités françaises.
Une grande unité (abréviée en GU) qualifie une unité militaire rassemblant organiquement des moyens (unités des différentes armes, services, commandement) lui conférant une autonomie au combat et de subsistance.
En France avant la Première Guerre mondiale, les armées et les corps d'armée sont des grandes unités, avec le corps de cavalerie dans une moindre mesure,. Ce n'est alors pas le cas des divisions qui sont liées organiquement aux corps d'armées,. Les possibilités d'emploi des grandes unités sont diversifiées et leur conduite n'est pas étroitement réglementée, contrairement à celle des divisions qui ne disposent pas des moyens (forces, commandement) pour opérer autrement que de manière limitée dans l'espace (front restreint) et dans le temps (mission courte).
Au cours de cette guerre, les divisions d'infanterie deviennent des grandes unités : elles y gagnent en effet en services et disposent désormais d'un quartier général autonome, le début du conflit ayant montré le besoin d'accroître leur autonomie. Cela permet notamment de pouvoir les retirer ou de les remplacer au sein d'un corps d'armée, nécessité devenue courante avec l'épuisement rapide des divisions d'infanterie au front, plutôt que d'avoir soit à relever l'ensemble du corps d'armée ou soit d'augmenter le nombre de divisions organiques d'un corps d'armée.